# スヴェン・ウルライヒ
スヴェン・ウルライヒ（Sven Ulreich、1988年8月3日 - ）は、西ドイツ・ショルンドルフ出身のサッカー選手。FCバイエルン・ミュンヘン所属。ポジションはゴールキーパー。元ドイツ代表。

## 来歴

### クラブ

#### VfBシュトゥットガルト
VfBシュトゥットガルトの下部組織出身。2007-08シーズンからリザーブチームであるVfBシュトゥットガルトで出場機会を確保し、2008年1月にプロ契約を締結。その後もシュトゥットガルトIIで出番を得ていたが、2008年2月9日のヘルタ・ベルリン戦でトップチームデビュー。その後は、イェンス・レーマンの控えとして過ごしていたが、レーマンが2010年に引退を表明すると背番号1番を継承。以降はレギュラーとしてプレーした。

#### バイエルン・ミュンヘン
2015年6月16日、7月1日付でバイエルン・ミュンヘンへ3年契約で完全移籍することが発表された。ペペ・レイナが退団し第2GKが不在となった中での加入となった。2015年8月9日のDFBポカール1回戦・ネッティンゲン戦でデビューを果たした。2017-18シーズン開幕直後に正GKのマヌエル・ノイアーが左足中足骨を骨折し長期離脱を強いられるとゴールマウスを任され、2017年12月16日に行われた古巣・シュトゥットガルト戦では1-0で迎えた後半アディショナルタイムに献上したPKをセーブし勝利に貢献。2018年2月11日、2021年まで契約を延長した。UEFAチャンピオンズリーグ準決勝・レアル・マドリード戦の2ndレグでは、コランタン・トリッソのバックパスを後逸し、カリム・ベンゼマにゴールを記録されてしまい、チームも敗退した。試合後、自身のSNSで謝罪した。しかしリーグでは安定感ある守備でゴールマウスを守り、そのまま優勝に貢献した。このことから最も安全な第2GKとも呼ばれている。
2019年4月にFCシャルケ04のアレクサンダー・ニューベルにバイエルンへの移籍が噂された時には彼の将来性を鑑み、わざわざ第2GKとしてプレーする必要はないと警告している。

#### ハンブルガーSV
2020年10月3日、ハンブルガーSVへの移籍が発表された。新天地で2020-21シーズンは正GKを任されるもチームは2部を勝ち上がる事は出来ず、4位で終了。

#### バイエルン復帰
2021年6月27日、ウルライヒはバイエルン・ミュンヘンに復帰した。  2022年11月11日、彼はバイエルンとの契約を2024年まで延長した。 2023年11月28日、ウルライヒはバイエルン・ミュンヘンとの契約を2025年6月30日まで延長した。

### 代表
2009年にはU-21ドイツ代表に招集され、3試合に出場した。2019年6月1日、A代表に初召集された。

## タイトル
クラブ
バイエルン・ミュンヘン
- ブンデスリーガ：7回（2015-16, 2016-17, 2017-18, 2018-19, 2019-20, 2021-22, 2022-23）
- DFBポカール：3回（2015-16, 2018-19, 2019-20）
- DFLスーパーカップ：3回（2016, 2017, 2018）
- UEFAチャンピオンズリーグ：2019-20
- UEFAスーパーカップ：2020